# اچ‌ام‌آی‌اس مدرس (جی۲۳۷)
اچ‌ام‌آی‌اس مدرس (جی۲۳۷) (به انگلیسی: HMIS Madras (J237)) یک کشتی است که طول آن ۱۸۶ فوت (۵۷ متر) می‌باشد. این کشتی در سال ۱۹۴۲ ساخته شد.